# Чожуга
Чожуга (Чежуга) — река в России, течёт по территории Удорского района Республики Коми и Лешуконского района Архангельской области. Левый приток реки Мезенская Пижма.
Длина реки составляет 28 км.
Основной приток — Ойвож, впадает справа в 6 км от устья.

## Данные водного реестра
По данным государственного водного реестра России относится к Двинско-Печорскому бассейновому округу, водохозяйственный участок реки — Мезень от истока до водомерного поста у деревни Малонисогорская. Речной бассейн реки — Мезень.
Код объекта в государственном водном реестре — 03030000112103000045012.